# متحف الأصنام (دار البارود)
متحف الأصنام أو متحف دار البارود من إحدى المعالم التاريخية بوسط مدينة الشلف

## تاريخ

### تأسيس الدار
تم بناء دار البارود عام بناؤه 1847 بأمر من الجنرال الفرنسي كافينياك بغية تخزين الأسلحة والبارود للحملات العسكرية الفرنسية التي كانت تعمل على  فرض سيطرتها على سهل الشلف آنذاك والتي تتميز بهندسة تؤهلها لتكون مخزنا للاسلحة  والذخيرة.

### تأسيس المتحف
وأصبحت الدار اليوم متحفا يحوي قطعا أثرية لما قبل التاريخ و  منتوجات تقليدية لا تعبر فقط عن تاريخ مدينة الأصنام ولكن الجزائر بكل  ربوعها،ولخصوص المتحف فقد مر بالعديد من المحطات التاريخية أبرزها:
- 1994: وبمبادرة من الدائرة الأثرية لولاية الشلف تم قرار الموافقة على تحويل المبنى إلى متحف موقع تابع لوزارة الثقافة.
- 1996: فتح رسميا للجمهور،  وقد دعم من طرف الوكالة الوطنية.
- 2007 :أصبح تابع للديوان الوطني لتسيير واستغلال الممتلكات الثقافية المحمية.
- 2010: صنف المبنى ضمن قائمة الجرد الإضافي للولاية وأصبح من بين أهم المعالم التاريخية في المنطقة.

## المخطط العام للمتحف
إن متحف الأصنام لم يأت بناؤه لغاية متحفية،  لذلك نتعرض لأجزاء المتحف المعمارية التي تتميز ببساطة هندستها،  فهو يتربع على مساحة إجمالية تقدر بـ: 1548 م2.
له مدخلان :
1. المدخل الرئيسي : وهو المخصص للزوار
2. المدخل الثاني : هو باب ثانوي، عند دخولنا مباشرة نجد أنفسنا في قاعة الإستقبال والمراقبة

و عند خروجنا من قاعة الإستقبال، نجد أمامنا ساحة كبيرة معشوشبة طبيعيا وهي الحديقة الاثرية للمتحف، حيث تحتوي على العديد من اللقى الأثرية ومن أهم معروضاتها اللوحات الفسيفسائية الكبيرة الحجم ،والتي تعتبر من أقدم اللوحات في الجزائر.
أما المبنى الخاص بالعرض فيقع على يسار الحديقة وهو دائري الشكل في مخططه، يظهر هذا المبنى من الخارج مشكلا من الحجارة الصماء دون تبليطها أو تغطيتها مما يضفي عليه نوعا من الرونق والجمال عرضت بالقاعة تحف مختلفة منها ما يرجع الى ما قبل التاريخ، ومنها ما ترجع إلى الفترة القديمة وهذه الأخيرة هي التحف الغالبة وذلك نظرا لتمركز الحضارة الرومانية مدة طويلة بالمنطقة، كما عرضت تحف ترجع إلى الفترة الإسلامية وهي قليلة مقارنة بالأولى والثانية إضافة إلى هذا تضم القاعة تحف أثرية معاصرة متنوعة جلبت من أماكن مختلفة من أرجاء الوطن.

## محتوياته
يضم المتحف العديد من التحف التي تمثل كرونولوجيا تاريخ المدينة والولاية أهمها:
- قطع لعصور ما قبل التاريخ
- المصابيح الزيتية والأواني الفخرية على شكل أوعية كبيرة (Dolium). القرميد وبعض الأجزاء والقواعد، التي استعملت في العمارة الرومانية
- اللوحة الفسيفسائية الموجودة بحديقة متحف الأصنام (دار البارود)، حسب عالم الآثار مصطفى شبرة، إلى أقدم كنيسة مسيحية على مستوى شمال إفريقيا سانت ريباراتوس 325 م حينما سمح قسطنطين الأول بالتدين بالمسيحية.
- تمثال نصفي صنع من البرونز لـ “بول روبرت” وهو أول رئيس بلدية منتخب لبلدية الشلف (أورليون فيل) كما كانت تعرف في عهد الاستعمار الفرنسي،
- آلة البيانو التي يعود تاريخ أقدمها إلى 1849م.
- بعض الأواني القصديرية والحديدية وبعض قطع السلاح التي استعملت خلال المقاومات الشعبية للاحتلال الفرنسي.
- منتجات يدوية منتشرة بجنوب الجزائر مثل الأواني الطينية والخشبية والجلدية،
- مجموعة من السيوف والمحافظ الجلدية التي تستعمل في الاستعراضات الفلكلورية وكذا بعض الآلات التي تستخدم في غزل الصوف.

## معرض صور

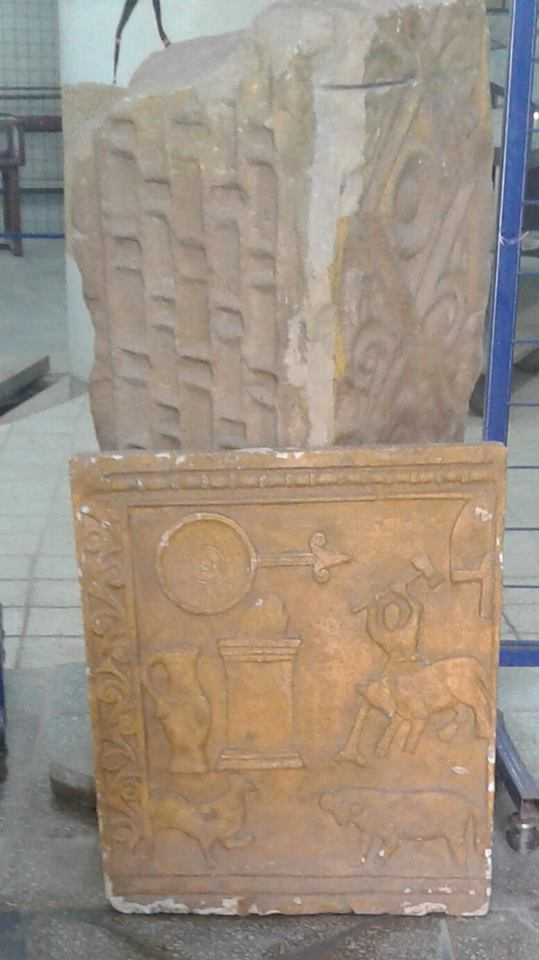
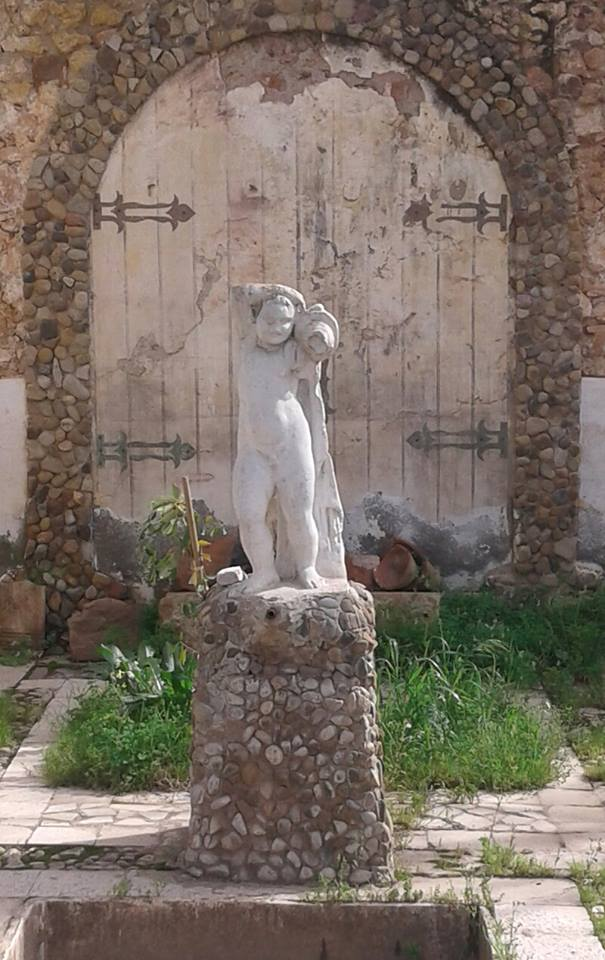
تمثال
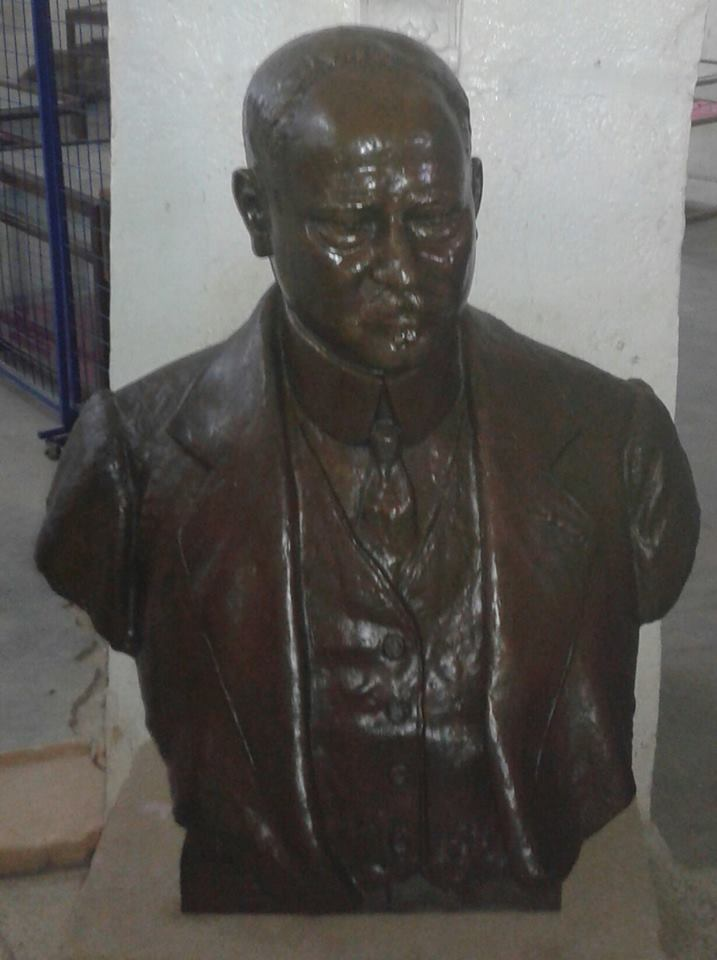
تمثال أول رئيس بلدية الشلف

## وصلة خارجية
- المتحف البلدي متحف الأصنام